# Хишам ибн Абдул-Малик
Хиша́м ибн Абдул-Ма́лик (араб. هشام بن عبد الملك‎;
691 — 6 февраля 743) — омейядский халиф, правивший с 723 по 743 годы. Мать дала ему имя в честь своего отца.
Унаследовав халифат от своего брата Язида II, Хишам столкнулся со многочисленными проблемами: поражения от хазар (Битва при Ардебиле) на Кавказе и от тюргешей («День Жажды» и Битва на перевале Тахтакарача) в Средней Азии, восстание индуистов Синда под руководством Джай Сингха. С разной степенью успех был достигнут на большинстве фронтов.
При Хишаме была восстановлена практика обложения населения налогами, упразднённая Умаром ибн Абдул-Азизом. Эта мера позволила Халифату на время восстановить свою экономическую мощь. В сельском хозяйстве были предприняты меры по расширению системы искусственного орошения. Восстания на востоке государства, носившие при ал-Валиде и Сулеймане единичный характер, испытывавшие тенденции к объединению при Умаре II и Йазиде II, при Хишаме стали сливаться в единые фронта — наиболее крупные из которых произошли в Мавераннахре (736—737) и Северной Африке (740—742).

## В традиционной мусульманской историографии
В отличие от своих предшественников и братьев по отцу, ал-Валида, Сулеймана и Йазида II, Хишам был рождён не хашимиткой или умаййадкой, а женщиной племени махзум, которая по мнению современников, была глупа настолько, что ей советовали не разговаривать с мужем до рождения ребёнка, чтобы Абдул-Малик не смог дать ей развод. Это было первым пятном на репутации Хишама — и первой причиной тяжести его характера. Вторым пятном на репутации нового халифа являлось врождённое косоглазие, негативное отношение современников к которому так же стало причиной тяжести характера правителя. Наконец, третьим пятном на репутации Хишама лежало его бережное обращение с деньгами — современники расценивали это как прижимистость в самом мягком случае; куда чаще эту черту характера нового правителя называли скупердяйством. Хишам б. Абдул-Малик взошёл на престол в январе 723 г. н. э., будучи отягощён в глазах современников всеми перечисленными «грехами» — и вскоре показал тяжесть своего характера.
Хишам не отличался ни каким-либо религиозным рвением, ни стремлением рушить устои и общепринятые нормы — таким образом, в традиционных мусульманских исторических трактатах он не имеет чёткой политической окраски, в отличие от Умара II или Йазида II.

## Правление

### Перестановки высших чинов
Смена наместников провинций с преданных старому халифу на безропотно покорных новому, традиционная для всех потомков Абдул-Малика, в исполнении Хишама прошла с задержкой. Причиной промежутка был священный месяц рамадан — лишь после него Хашим приступил к перестановке должностных лиц. Умар ибн Хубайр был смещён с поста наместника Ирака — вместо него был назначен Халид ибн Абдаллах ал-Касри. На должность смещённого наместника Египта был поставлен брат Хишама по матери — Мухаммад. Вследствие эпидемии чумы Мухаммад покинул провинцию в течение нескольких месяцев, а новым наместником был назначен ал-Хурра ибн Йусуф — сын двоюродного брата халифа. Несмотря на военные успехи на Кавказском направлении, был смещён ал-Джаррах ибн Абдаллах — наместником Арминиййи и Азербайджана был поставлен Маслама ибн Абдул-Малик, приходящийся самому Хишаму сводным братом по отцу. Изо всех наместников Йазида II свой пост сохранил только Бишр ибн Савфан, фактический правитель всего Запада, привезший к инаугурации халифа достаточно даров, чтобы растопить сердце Хишама.
Перестановки наместников, проводимые сразу после окончания рамадана, исключали всякую возможность для другого традиционного действия новоизбранного халифа — паломничества в Мекку и Медину. Хишам совершил хадж только в следующем, 724 г. н. э., при этом не совершая богатых дарствований. Недоброжелатели приписывали произошедшее скупости халифа, однако гораздо вероятнее сухой расчёт: Хишам не испытывал необходимости покупать лояльность городов, преданных ему и без того, а оппозиция Абассидов была ещё настолько законспирирована, что о ней фактически никто не знал; наконец, ведение боевых действий на границах государства требовала куда больших денежных вливаний.

### Продвижение на северных границах Халифата
Новый наместник Арминийи и Азербайджана, Маслама ибн Абдул-Малик приступил к активному покорению Кавказа незамедлительно. В 725 г. н. э. он провёл ряд наступательных операций, в 726 г. н. э. отразил контрнаступление хазар, в 727 г. н. э. не давал крупных сражений отступающим хазарам; в 728 г. н. э. решился преследовать противника на неизвестной территории — эта кампания вошла в историю как «слякотный поход». В отличие от поздних историков, Хишам счёл результаты данной кампании недостаточными и сместил Масламу, поставив на его место ал-Джараха б. Абдаллаха ал-Хакама, который в течение двух неполных лет (728 и 729 г. н. э.) не только не смог развить успех Масламы, но и потерял ряд стратегически важных городов. Направленный на помощь ал-Джараху корпус Са’ида ал-Хараши не смог исправить ситуацию. На следующий год после этого Хишам восстановил Масламу в должности наместника Арминийи и Азербайджана, что позволило разгромить армию хазаров под Варсаном. Армия под командованием Масламы в течение года привела к покорности местечковые княжества, открыв прямой путь к Дербенту. В следующем, 732 г. н. э., арабы при помощи военной хитрости захватили эту хорошо укреплённую крепость, превратив её в аванпост региона и центр исламизации. После закрепления на местности Маслама был снят с должности наместника Арминийи и Азербайджана; военачальником региона был поставлен Марван б. Мухаммад, а гражданским управляющим — Са’ид ал-Хараши. После того, как в 735 г. н. э. Са’ид попросил об отставке в связи с развивающейся катарактой, наместником региона стал Марван б. Мухаммад — принявший, таким образом, все обязанности Масламы б. Абдул-Малика. Под его руководством посредством как репрессий, так и подкупов к покорности была приведена Арминийа. После этого боевые действия велись уже в Закавказье — арабами были взяты Баланджар и Самандар, предыдущие осады которых оканчивались неудачами. Достигнув Сахр ас-Сакалиба, мусульмане разгромили объединённое войско хазар и подступили к границам Каганата уже вплотную.

### Обстановка в восточных провинциях Халифата

#### Война вМавераннахресТюргешским каганатом
Формально покорённая Кутайбой б. Муслимом, Фергана на деле управлялась представителями местной династии Ильтаров и проявляла известное своеволие — таким образом, объявленный в 724 г. н. э. поход на непокорного вассала был ожидаем. Муслим б. Са’ид, назначенный командиром войска, столкнулся с трудностями на первых же этапах подготовки — воины собирались настолько неохотно, что пришлось прибегать к угрозам. Последние, однако, оказались напрасными — к началу выступления войско было недоукомплектовано на 4 тыс. бойцов — предположительно, аздитов. Отправленный в Балх для добора войска Наср ибн Саййар успел объявить о начале сбора — однако в течение ближайших дней пришло известие о том, что Муслим б. Са’ид смещается с должности наместника, хотя и сохраняет должность командира войска. Последние его приказы, таким образом, местные правители сочли утратившими силу; на почве разногласий обострились межплеменные конфликты. К Насру присоединились его соплеменники тамимиты, в то время как аздиты и бакриты закрылись в Барукане, в 60 км от одноименной столицы провинции — Балха. Несколько позже к Насру присоединились мудариты, после чего старинные союзники и родичи аздитов, раби'иты, сумели внушить амиру Балха, Амру б. Муслиму, что Наср б. Саййар стремится отложиться от Халифата, а вовсе не исполняет приказы. События, начавшиеся как военный поход против мятежных вассалов, стремительно переродились в военный конфликт среди самих правительственных войск.
Группа умеренных арабов уговаривала Насра отказаться от исполнения приказа, который они считали утратившим силу — однако Наср настаивал на своём, упирая на отсутствие отмены ранее полученного приказания. Несмотря на горячий спор, в который переросли переговоры, Наср воздержался от применения физической силы — после чего его ставку атаковали аздиты под руководством ал-Бахтари и Амра б. Муслима. Нападение было отбито, несколько аздитов погибли; зачинщики бунта оставили своих бойцов и пытались скрыться — Амр на мельнице, ал-Бахтри в кустах — но их нашли и приговорили к позорному наказанию. Каждому дали по сотне плетей и наголо обрили головы — сбрив как волосы, так и бороды. Отряд для усиления основного войска был собран — однако авторитет его командира был всё же подорван, а память о «дне позора Барукана» ещё не раз возвращалась Насру вполне конкретными претензиями.
Начавшись с проблем, поход на Фергану развивался тяжело. Неудачи описываются арабскими историками особенно неохотно и не многословно, поэтому даже по достаточно подробному материалу ат-Табари не удаётся восстановить хронологию событий. Ход боевых действий представляется следующим образом: Муслим без боёв достиг Касана, столицы Ферганы, попутно грабя земледельческие районы и уничтожая посевы. Под столицей произошло столкновение с крупным войском кагана, в ходе которого передовой отряд Муслима понёс тяжёлые потери, а в войске началось брожение. Генеральное сражение арабов с тюргешами не описывается ни в одном источнике — однако по дальнейшим событиям ясно, что арабы были разбиты. Муслим приказал отступать — оставив обоз с добычей и имуществом — и это восьмидневное отступление продолжалось до реки, где их уже ждало войско ферганцев и шашцев. Это последнее сражение кампании вошло в историю как «день жажды», после чего мусульмане вернулись за Амударью.
К моменту возвращения войска в Худжанд в Самарканд прибыл Асад б. Абдаллах, сменивший Муслима б. Са’ида на Абдаррахмана б. Ну’айма и объявивший о роспуске войска. Асад относился к тому типу людей нового времени, которые понимали необходимость сотрудничества с местной знатью — слишком далёк был Мавераннахр от Дамаска, чтобы смотреть на местных как на покорённых рабов — а потому стремился сглаживать ситуацию. Вряд ли случайно было даже то, что в ставку Асад прибыл не в окружении племенной арабской знати, а в компании хорасанских дикханов. Разрешение возвращаться по домам обрадовало многих — однако наиболее торжествовали те, что саботировал сбор и был обижен смещением Муслима. Антитамимитская группировка, дирижируемая аздитами, набрала достаточно сил, чтобы пролоббировать назначение нового наместника — им впервые стал не тамимит, а выходец из племени кинда, женатый на дочери главы аздитов, по имени ал-Хасан б. Абу-л-Ма’аррат. Вожди этой группировки вообще и ал-Хасан в частности осознавали, что доля арабского населения Халифата становится рискованно малой и резкие движения представляются уже не такими безопасными как раньше. Именно ал-Хасану приписывается фраза, будто бы брошенная тамимитам в ответ на призыв собрать новый поход против неверных: «Не они напали на нас, а мы на них, на их страну и поработили их. Клянусь Аллахом, я непременно добьюсь вашего сближения с ними и поставлю чёлки ваших коней с чёлками их коней».
Неудачный поход обнажил существующие внутри войска и провинции проблемы, так что после ухода армии тюргеши возобновили рейды в область Самарканда. Располагавший малыми силами, Асад в 107 г. х. мог организовать только поход в Гарчистан (область в верховьях Мургаба) и принудить правителя области принять ислам. В том же году опустевший после арабского завоевания Балх был заселён арабами — так же, как в 731 г. н. э. Масламой б. Абдалмаликом был заселён Дербент. Балх стал опорной базой для боевых действий на юге Мавераннахра и исламизации региона — точно так же, как стал этими же центрами для Кавказа Дербент. Правители прилежащих земель, однако, стремились отложиться куда активнее — вследствие чего Асаду приходилось неоднократно приводить их к покорности. Так, в 726 г. н. э. ас-Сабл, правитель Хуттала (область в нижнем течении Вахша) отказался выполнять условия договора — а когда Асад подступил к столице региона с войсками, из степей пришли тюрки и разгромили малочисленный арабский контингент. Отступая за Амударью, войско лишилось обоза и продовольствия — и здесь Асад повёл себя наименее достойно звания командира. Имея в своём распоряжении отару овец, он стал продавать их воинам — неважно, по какой именно цене — важно, какое отношение установилось между командующим и подчинёнными. По возвращении в Балх Асад столкнулся с волной презрения — такой, что его поносили в стихах. Один из них дошёл до настоящего времени — он примечателен тем, что является древнейшим памятником поэзии на новоиранском языке (фарси): «Из Хутталана ты пришёл / Опозоренный пришёл». Подогреваемый атмосферой всеобщего презрения, Асад будто бы пригрозил возмутителям спокойствия: «О жители Балха! Вы прозвали меня вороном — так, клянусь Аллахом, я выклюю ваши сердца». Знатных противников Асада, начиная с Насра б. Саййара и Абдаррахмана б. Ну’айма, приговорили к уже известному позорному наказанию: раздели донага, выпороли и обрили налысо. Аббасидских пропагандистов казнили суровее — кого отрубанием рук и ног (кистей и ступней), кого распятием, а кого отсечением голов. Последней каплей для опального полководца стало его слишком открытое пристрастие к южноарабским племенам и враждебность к мурадитам, возглавляемых смещённым Насром б. Саййаром. Жалоба на имя халифа достигла цели — Хишам предложил Халиду б. Абдаллаху сместить брата, что тот с радостью исполнил.

#### Попытка исламизацииМавераннахраи кризис в провинции
Новым наместником Хорасана был поставлен Ашрас б. Абдаллах ас-Сулами, характеризуемый современниками как честный и добропорядочный человек. Первые его шаги — введение конной стражи и жёсткий контроль административных расходов — имели успех, однако вскоре он решил обратить в ислам всех жителей Самаркандского Согда. Аналогичная попытка была предпринята Умаром II в середине 710-х и окончилась провалом по экономическим причинам — однако это не смутило Ашраса. Верхушка провинции эту идею не поддержала — за её осуществление взялся лишь Абу-с-Сайда Салих, мавла племени дабба, и то лишь после заверений в том, что неофиты будут освобождены от джизьи. Абу-с-Сайда не знал согдийского, пренебрежительно называя его «персидским» — но эта мелочь не смутила Ашраса; для ведения переговоров было выделено несколько переводчиков, а обещания раздавались с лёгкостью. Соблазнительная перспектива освободиться от налога (доходившего, строго по Корану, до 4 дирхемов — немалой суммы) способствовала переходу населения в новую для них религию. С наступлением следующего года Гурек, отвечающий перед арабской администрацией за выплату дани как глава Согда, заявил наместнику Самарканда, что теперь всё население провинции приняло ислам — и, поскольку иноверцев не осталось, не с кого брать налог. Наместник известил о результатах исламизации Ашраса — на что тот ответил только «в харадже сила ислама» (имелся в виду не строго поземельный налог, но налоги как таковые) и присоветовал брать джизью со всех, кто принял ислам не по убеждению, но ради уклонения от налогов. Раскол произошёл стремительно.
Около 7 тыс. согдийцев, принявших ислам, стали лагерем в 7 фарсахах от Самарканда — и к ним присоединились многие арабы под предводительством Абу-с-Сайда (среди них был и известный полководец и поэт Сабит Кутна). Ашрас немедленно сместил наместника Самарканда и поставил на эту должность ал-Муджашира б. Музахима ас-Сулами — тот, прибыв к сторонникам Абу-с-Сайда будто бы для переговоров, арестовал большую их часть. Часть недовольных избежала ареста — однако их удалось уговорить сложить оружие миром. Совместного выступления, таким образом, удалось избежать — и сбор джизьи стал проводиться с ещё большей жестокостью, сопровождаясь репрессиями. Согд восстал.
Арабы, составлявшие меньшинство, сумели удержать только несколько крупных городов — большая часть региона успешно отложилась. В дело вновь вступили тюрки, после чего ситуация вышла из-под контроля даже местных гарнизонов и потребовалось вмешательство правительственных войск. Ашрас б. Абдаллах во главе армии занял Амул на берегу Амударьи, отправив в Бухару Катана б. Муслима с 10 тыс. бойцов. Отряды не смогли продвинуться далеко — их осадили в собственных лагерях согдийцы и тюрки. Форсировав реку, эти союзные войска собирались уже осадить и Амул — и лишь арабская конница под руководством экстренно освобождённого Сабита Кутны смогла пресечь атаку. Под Пайкендом правительственные войска ждала новая преграда: тюрки перекрыли канал водоснабжения и войско стало страдать от жажды. Попытки пробиться к воде сопровождались жестокими боями, но неизменно заканчивались неудачами — в самой крупной стычке погибло около 700 человек. С наступлением ночи тюрки отступили к Бухаре — но когда войско Ашраса подошло к городу, с фланга к ним зашла полная тысяча всадников. Завязалось сражение между замками и пригородом; арабы бились малыми группами, зачастую даже не зная о судьбе соседей. Во время этих боёв Гурек предал Ашраса и принял сторону мятежников — поводом стало то, что во время стояния без воды Катан б. Муслим отобрал у Гурека золотую чашу, посоветовав пользоваться посудой из тыквы-долблёнки. Осаждавшие Бухару войска Ашраса так же находились в окружении — строго говоря, похожая ситуация сложилась по всему среднему Зеравшану и в районе Дабусии. Подобно Катану, Ашрас точно так же пренебрежительно относился к своим подчинённым — наконец, чья-то жалоба побудила Хишама сместить своего недавнего ставленника.
Новым наместником Мавераннахра весной 730 г. н. э. был назначен ал-Джунайд б. Абдаррахман ал-Мурри, до этого занимавший пост наместника Синда и прославившегося использованием зажигательных смесей при штурме городов, отказывавшихся платить дань. Прибытие нового наместника с 7 тыс. подкрепления изменило ход сражения — Бухара была взята, а союзники согдийцев отступили. Царь Шаша был убит, племянник хакана попал в плен и был отправлен в Дамаск халифу как ценный трофей. Победа оказалась временной: в следующем, 731 г. н. э., тюрки вновь подошли к Самарканду вместе с отрядами ферганцев, согдийцев и шашцев. С ними выступили Гурек (правитель) и ал-Ашканд (правитель Несефа). Наместник Самарканда, полагая свои силы недостаточными для обороны городской стены (периметр которой составлял 30 км), запросил помощи у ал-Джунайда — однако его войска были заняты своими операциями, так что выступать пришлось с неполными силами, а добор воинов осуществлять в Балхе. Для ускорения пути ал-Джунайд двинулся к Самарканду кратчайшей дорогой — через горы, преодолев весь путь за один форсированный ночной переход. Вступать в сражение подкреплению пришлось с ходу, не дав отдыха ни коням, ни бойцам — разведка тюрок обнаружила передовые отряды ал-Джудайна в ущелье и атаковала их. Бои шли настолько упорно, что в них приняли участие даже рабы с дубинами, а конные арабы были вынуждены спешиваться и окапываться чтобы противостоять свежей коннице тюрок. Первый день не принёс ощутимого преимущества ни одной из сторон, однако по прибытии командира тюркской армии (арабы называли его хаканом, однако он в это время находился непосредственно под Самаркандом) мусульмане дрогнули. Понимая, что из ущелья к Самарканду не пробиться, ал-Джудайна отправил гонца в осаждённый город с просьбой открыть второй фронт в тылу тюрок — однако Савр побоялся покидать укрепления. Отчаявшийся и обозлённый ал-Джудайна в очень грубой форме приказал Савре дать врагу бой — и взбешённый Савра, мать которого была нелестно помянута, выступил из города под вечер, надеясь подступиться к противнику под покровом ночи. Сборы самаркандцев не остались незамеченными — на рассвете у подножия гор в фарсахе от запертого в ущелье ал-Джудайна Савра встретило тюрко-согдийское войско. Фактор внезапности был утерян; тюрки отрезали арабов от воды и атаковали утомлённое жаждой войско в полуденный зной. Теперь уже Савр нуждался в помощт ал-Джудайна — однако тот не атаковал. На пересечённой местности самаркандское войско раздробилось, как за год до этого под Амулом — и стало лёгкой добычей для конных тюрок. Под стены города удалось отступить едва ли 700 воинам — переночевав в безопасности, они оставили город. Все сдавшиеся в плен были казнены. Лишь с многочасовым опозданием ал-Джунайд решился атаковать тюрок, фактически добивавших отряд Савра — из страха потерять город или погибнуть самому ал-Джунайд пообещал рабам, участвовавшим в сражении, свободу в случае победы. Атака воодушевлённых рабов поразила даже их хозяев, и истощённые трёхдневной битвой тюрки дрогнули. Арабы заняли Самарканд — ценой огромных потерь (изо всех войск выжило едва ли тысяча бойцов).
Войско хакана тем временем двинулось на оставшуюся беззащитной Бухару — и её управляющий, Катан б. Кутайба, вынужден был обратиться к ал-Джунайду за помощью. Войско последнего, однако, было обескровлено битвой за Самарканд и советники рекомендовали ал-Джудайну просить помощи у халифа, отступая через Кешш и Замм к Амулу. Ал-Джудайн отказался от этого плана, обрекавшего бы Бухару на поражение, и, оставив в Самарканде гарнизон из 400 пехотинцев и 400 конников, двинулся к осаждённому городу вместе с семьями погибших воинов. До Кермине войско дошло без боёв, передовой отряд достиг Тавависа и известил осаждённых о приближении подкрепления. Столкновение с тюрками произошло под Тавависом и завершилось победой арабов; в день михраджана, весеннего равноденствия, бойцы ал-Джудайна вступили в Бухару. Участники похода получили по 10 дирхемов бухарской чеканки и были распущены по зимним квартирам, а понесшие поражение тюрки оставили провинцию на десятилетие.

#### Восстаниеал-Хариса ибн Сурайджа
Почти одновременно с восстанием берберов под знамёнами хариджизма на Дальнем Западе, в 116 г.х./734 г. н. э. произошло аналогичное восстание в Хорасане. Возглавил его ал-Харас — воин, отличившийся в битве под Бухарой 110 г.х./728 г. н. э.; целью восстания был заявлен «возврат к Книге Аллаха и обычаю Пророка», под которым можно понимать что угодно; неясна даже конкретная причина, вызвавшая восстание. Наиболее вероятно, что причиной стал резкий рост цены на здеб (в 20-30 раз) вследствие неурожая и стремления наместников пополнять казну любыми способами [78]. Сложившаяся ситуация благоприятствовала ал-Харису: наместник Хорасана ал-Джунайд б. Абдаррахман тяжело заболел и находился при смерти, грядущая же смена власти в провинции сулила послабление власти; сам ал-Джунайд находился в немилости у Хишама, поскольку взял в жёны дочь Йазида ал-Мухаллаба, полтора десятилетия тому назад пытавшегося отнять власть у Умаййадов. Сместив ал-Джунайда, халиф Хишам поставил новым наместником Хасима б. Абдаллаха, приказав ему заточить своего предшественника в тюрьму и забить палками невзирая на состояние здоровья. Страдавший отёками, ал-Джунайд успел скончаться раньше, чем к нему была применена назначенная казнь, и избежал позора.
Узнав о смещении, ал-Харис подступил к Йахудиййе (Меймене) — главному городу Джузджана. Вступив в город, он арестовал своих противников — однако какая-то часть их сумела сбежать и рассказала Хасиму о случившемся. Не решаясь ни идти на Мерв, ни оставаться в Йахудиййе, ал-Харис направился в Балх — как было известно, власть наместника в той области была чисто номинальной. Расчёт оправдался: гарнизон Балха был разбит, а наместник покинул город даже до окончания боя. Только теперь, созвав добровольцев, ал-Харис решился напасть на Мерв — и его расчёт вновь оказался верным: по дороге к цели армия разрослась будто бы до 60 тыс. бойцов. Прямых указаний на племенной или социальный состав этого войска не имеется. однако по косвенным признакам можно догадываться, что значительную часть составляли неарабы, страдавшие от высоких налогов и цен. После начала осады и выдвижения хариджитами требований «жить по Книге Аллаха и сунне Пророка» начались затяжные переговоры. Хасим обещал дать гарантию неприкосновенности ал-Харису в случае капитуляции; часть аздитов после этих слов перешла из лагеря хариджитов на сторону правительственных войск. Подогреваемый наиболее радикально настроенными сторонниками, ал-Харис решился дать сражение на утро — однако был разбит. Непосредственно убитых было крайне мало, однако повстанцы из простонародья испугались карательных мер и разбежались; из 60-тысячного войска у хариджитов осталось едва ли 3 тысячи. Ал-Харис спешно отступил в Мургаб и, не обнаружив преследования, приступил к новому набору сторонников, вновь став хозяином ситуации в провинции.
Видя неспособность Хасима справиться с мятежом, Хишам сместил его и поставил на эту должность брата Халида — Асада б. Абдаллаха. Из страха потерять должность и источник дохода Хасим попытался вступить в переписку с ал-Харисом, предлагая ему в управление любой регион Хорасана и обещая отправить халифу письмо с просьбой «жить по Книге Аллаха и сунне Пророка» — однако было поздно. Прибывший в феврале 735 г. н. э. с сирийцами и куфийцами Асад не был связан ни с какими местными группировками с легко арестовал всю правящую верхушку во главе с Хасимом — освободив при этом всех арестованных ими сторонников ал-Джунайда. Показательно, что с Хасима была потребована недостача в казну в виде 100 тыс. дирхемов — и он незамедлительно нашёл деньги, купив себе тес самым свободу.
Асад решительно взялся за подавление мятежа — направив против ал-Хараса, укрывавшегося в Мургабе, Абдаррахмана б. Ну’айма ал-Гамиди, а сам выступил против хариджитов, укрепившихся в Амуле. Несмотря на личную храбрость ал-Хариса, его войско было разбито в бою и отступило к Балху и Термезу. Но и в этих местах хариджиты не смогли укрепиться надолго: население Балха присягнуло Сулаймана б. Абдаллаху ал-Хазиму, а Амул был плотно осаждён правительственными войсками Асада.
Понимая, что восстание рискует быть подавленным, ал-Харис воззвал к иным союзникам — ас-Саблу (властителю Чаганийана) и Ашканду (правителю Нахшеба). Так восстание радикально изменило характер: с борьбы за чистоту ислама на сторону его врагов. В это время войска Асада приступили к обстрелу Амула из камнемётных машин, вследствие чего защитники города пошли на переговоры. После расплывчатого обещания Асада «жить по Книге Аллаха и сунне Пророка» -и, главное, обещании помиловать всех сдавшихся — амульцы согласились на сдачу. Узнав об этом, союзники ал-Хариса дрогнули; после неудачной попытки взятия Термеза хариджитов покинул сначала ас-Сабл, а потом и Ашканд. Не рискуя давать бой малыми силами, ал-Харис отступил в Верхний Табаристан и укрылся в крепости Табушкан. Здесь произошёл раскол в рядах самих хариджитов: примерно 450 бойцов пожелали сдаться правительственным войскам, остальные отступили ещё дальше, за Сырдарью. Весной 736 г. н. э. отряд из 2,5 тыс. сирийцев без особого труда подавил последний очаг хариджитского сопротивления.

#### Наступление тюргешей и их разгром
С поражением ал-Хариса стала возможна попытка восстановить власть Халифата в Согде. Первые два похода Асада, предпринятые в том же 736 г. н. э., закончились провалами: Самарканд выдержал осаду, а попытки перекрыть Зеравшан у Варагсара оказались бесплотными в принципе. Поход 737 г. н. э. в Хуттал (область в верховьях Амударьи восточнее Вахша) оказался успешным: была взята крепость Загарзак, после чего правитель области ал-Джаш бежал в Китай. Арабы рассеялись по региону в погоне за добычей, и один из местных правителей не преминул известить об этом представителей хакана.
За 17 дней войско тюргешей обошло Хуттал и появилось на его западной границе, отрезав Асаду путь в Термез. Отступать пришлось на восток — в сторону, где Пяндж был бы достаточно мелок, чтобы пересечь его вброд. Когда тюргеши атаковали, переправа ещё не была завершена; арьергард арабского войска попал под удар, был разбит и бежал, союзники разбежались, а вся добыча Асада попала в руки атакующих. Выжившие арабы спешно отступили в Балх до начала октября, тюргеши закрепились в Тохаристане. Передышка была недолгой: в феврале 738 г. н. э. хакан отправил войско довершить разгром арабов.
Пользуясь советом ал-Хариса б. Сурайджа, хакан переправил армию предгорьями прямо в Хорасан, где тюргеши приступили к разорению провинции. Оставив в Балхе Джудайа б. Али ал-Кирмани, Асад выступил в Хорасан — однако к походу присоединилось всего лишь 7 тысяч бойцов. Этого было вполне достаточно: основная часть тюргешского войска занималась рейдами, ставку хакана охраняло порядка 4 тыс. воинов (в том числе, карлукский йагбу Тохаристана, владетель Усрушаны, согдийские феодалы и ал-Харис). Бой, начавшийся засветло, оказался недолгим: союзники оставили хакана и он бежал с немногочисленной свитой. Арабы захватили весь лагерь противника, после чего остались в нём на неделю, отлавливая и убивая ничего не подозревавших тюргешей, возвращавшихся с рейдов по Хорасану. Победа эта была настолько легка и неожиданна, что Хишам не сразу поверил гонцу и приказал перепроверить его донесения — в провинцию был отправлен не связанный с местной аристократией Мукатил б. Хаййан ан-Набати, вернувшийся с подробным донесением лишь к лету. Триумф Асада б. Абдаллаха оказался недолог: осенью того же года по причине казнокрадства был смещён его родной брат Халид б. Абдаллах.
За 14 лет управления Ираком Халид утратил представления о гранях допустимого. Масштабы коррупции произвели впечатление на халифа: с имений Халид удерживал не менее 25 млн дирхемов, в голодные годы не продавал зерно до достижения максимальной стоимости (и доведения населения до истощения и бунтов). Халид был крайне неосторожен в высказываниях — он открыто заявлял, что не считает управление Ираком какой-то особой честью по причине того, что имеет с него недостаточно доходов. Последней же каплей в терпении Хишама стало укрытие Халидом 13 млн дирхемов и подарок главе налогового ведомства Тарику б. Абу Зийаду 1 тыс. коней, 1 тыс. невольников и 1 тыс. невольниц на праздник обрезания его сына. Проверка и дознание велись в глубокой тайне: приближённый слуга Хишама, евнух Хасан, отчитывался лично халифу, а наместнику Йемена Йусуф б. Умару отправлял донесения исключительно тайнописью. По накоплении достаточного материала в Куфу под видом простого путника прибыл лично Йусуф и при большом стечении народа, в мечети, раскрыл инкогнито. Арестованы были все руководящие чины провинции, их друзья и члены всех их семей. Один только Халид выкупил свободу уплатой 9 млн дирхемов. Наместник Басры Билал б. Муса бежал из тюрьмы к халифу, где попытался очернить Йусуфа и обелить себя — однако Хишам отослал того назад.
В конце лета 120 г.х./739 г. н. э. Асад скончался; четыре месяца спустя его ставленник Джа’фар ал-Бахрани был заменён указом халифа на Насра б. Саййара. Точной даты смены не приводится — лишь сообщается, что Асад был жив «когда зрели груши», а когда прибыл сменщик «в Сахарсе его застал снег». Хорошо знавший подоплёку политической жизни Хорасана, Наср взялся за решение вопроса налогообложения мусульман-неарабов, которые и по принятии ислама не освобождались от уплаты налогов, не уплачиваемых арабами. Попытки Умара II и Хишама оказывались безрезультатны, однако Наср подошёл к делу с иного ракурса. В ходе проверок было выявлено, что порядка 80 тыс. мусульман платит неподобающие налоги, а порядка 50 тыс. — не платит обязательных. Не указывается, как настолько огромное число мусульман избегало уплаты налогов годами, однако вопрос с налогообложением новообращённых мусульман-неарабов так или иначе оказался решён без заметного ущерба для казны. После решения указанной проблемы Наср приступил к подготовке нового похода на Самарканд.
Не уточняется, достигло ли в 739 г. н. э. войско арабов столицы Согда, однако в бою с тюргешами был пленён их хакан Кушта (Курсул). Обычно со столь знатными пленниками мусульмане обходились милостиво, однако роль хакана в позорном для арабов «дне жажды» была известна всем. По приказу Насра хакан был обезглавлен, а его тело облито нефтью и сожжено — чтобы тюргеши не могли похоронить его. Деморализованное, войско Каганата отступило, открывая арабам путь на Шаш, однако Наср предпочёл вначале расправиться с хариджитами ал-Хариса. От решающего сражения хариджиты вновь уклонились, отступив в Шаш — так что Наср принудил правителя Ферганы к сдаче и выплате регулярной дани. После этого царь Шаша сам вступил в переговоры с Насром и согласился лишить ал-Хариса покровительства. Показательно, что делегацию 740 г. н. э. от Шаша возглавляла мать царя — то есть, до принятия ислама положение женщины в тюркском обществе было очень высоко.

#### Примирение сСогдом
Покорение Шаша и Фераны отвело угрозу нападений из-за Сырдарьи, что лишало согдийцев на помощь в восстаниях против арабов. Разгром тюргешей, после гибели хакана вступивших в междоусобицы, также способствовал усмирению провинций. Мятежники ал-Хариса, лишившиеся внешних союзников, вступили в переговоры с Насром о возвращении на родину — и Наср пошёл им навстречу, стремясь довести количество внешних противников до минимума. Дикханы так же изъявили готовность вернуться — при условии, что их не будут судить за отступничество от ислама, войну с арабами и не будут требовать уплату налогов за все прошедшие годы. Наср принял все эти условия, и в 122 г.х./740 г. н. э. согдийцы вернулись во владения Халифата.
Многие представители верхних эшелонов власти в Халифате осуждали решения о прощении врагов ислама — однако Наср предпочёл перевести крамольников на свою территорию, стремясь иметь врага дома, а не вне его. Недовольный Йусуф б. Умар, желавший бы видеть на посту наместника Хорасана своего человека Салма б. Кутайбу, отправил халифу письмо с подробным объяснением того, что Наср стал слишком стар для своей должности и даже послал своего агента — однако Хишам не поверил в эту интригу. Произошедшее примирение, таким образом, избавило Хишама от необходимости инициировать поход в Мавареннахр в 741 и 742 г. н. э., дав восточной части Халифата два года мира.

### Западная половина Халифата

#### Обстановка в Египте
В то время как на границах тюркского мира расширение халифата встретило серьёзное сопротивление, за считанные годы переросшее в контрудары многочисленного и высокоподвижного противника, наступление на Византию и Южную Галлию проходило без серьёзного сопротивления. Походы в Малую Азию продолжались ежегодно — уже не с целью взятия добычи, но ради сохранения оборонительного пояса в виде опустошённых земель. Направлений вторжений было два: из Северной Месопотамии и Северной Сирии, Антиохии или Дабика; походы эти носили названия «правый» и «левый». В ходе подобных набегов применялась вырубка плодовых деревьев, выжигание посевов и пастбищ. Ответных ударов Империи по средиземноморскому побережью Египта не упоминается — таким образом, эта провинция (наряду с Аравией), расположенная по центру восьмитысячекилометрового пояса Халифата, оставалась самой спокойной частью Умаййадского государства. Провинции не угрожали ни воинственные кочевники, ни местечковые феодалы со своими вооружёнными отрядами. Даже власть наместника провинции в Египте являлась номинальной — со времён Абдал-азиза, брата Абдул-Малика, эта должность была синекурой правящего рода. Вследствие этого наибольшую власть в провинции обрёл глава финансового ведомства (сахиб ал-харадж).
Назначенный в 725 г. н. э. наместником Египта ал-Хурра б. Йусуф остался для коптских историков незамеченным; куда больше им запомнился Абдаллах б. Хабхаб. В первые же месяцы нахождения в должности ибн ал-Хабхаб провёл перепись земель провинции и утвердился во мнении, что Египет может давать больше налога. Доложив о результате халифу, ибн ал-Хабхаб поднял ставку сразу на три кирата (то есть, на 1/8), после чего в 107 г.х. (последние месяцы 725 г. н. э.) копты подняли восстание в Дельте — показательно, что это было вообще первое антиарабское восстание в провинции. После жестокого подавления восстания часть земель обезлюдела. Умело управляя финансовыми потоками, ибн ал-Хабхаб сумел даже потеснить наместника провинции — послав халифу донесение о том, что при строительстве караван-сарая в Фустате имелись крупные хищения. Новый наместник, Хафс б. ал-Валид, не продержался на посту и трёх месяцев — 15 мая 727 г. н. э. ему на смену прибыл Абдалмалик б. Рифа’а. Незамедлительно после прибытия он тяжело заболел и стремительно скончался, передав всю полноту власти своему брату ал-Валиду б. Рифа’е. На фоне всех этих перестановок неизменной оставалась лишь персона Абдаллаха б. Хабхаба, всесильного главы финансов.
Степень влияния ибн ал-Хабхаба была такова, что он неоднократно выходил за рамки своих полномочий. Так, в 727—728 г. н. э. он добился у Хишама разрешения переселить из Палестины и Урдунны в Египет порядка 3 тыс. арабов племён группы кайс: по сотне семей из бану наср, амир, хавзан и сулайм. Показательно здесь не только разрешение на переселение арабов из других провинций, но последовавшее за ним изменение баланса сил в самом Египте, где до этого доминировали йемениты и северные арабы.

#### Действия в Европе
Средиземное море в правление Хишама стало центром военных операций, инициатором которых являлся Бишр б. Савфан, наместник Ифрикиййи. Положение его было полностью тождественно рангу наместника Ирака: как тот управлял всеми землями восточнее своей провинции (фактически, всем Востоком), так и этот управлял всеми землями к западу от своей провинции (фактически, всем западом). Первой — и наиболее важной — разницей являлось то, что резиденция правителя Запада располагалась от Дамаска куда дальше, чем Куфа или Васит, а потому халиф реже вмешивался в дела этого региона. Вторым отличием было то, что Северная Африка никогда не испытывала такого давления кочевого мира, как восточные провинции. Третьим же отличием было то, что редкие оазисы в песках Сахары не сулили большой добычи и не сподвигали арабов на продвижение вглубь региона — зато на севере, за морем, лежали богатые земли Южной Европы.
Набеги на острова Средиземья совершались ежегодно: в 724 — на Корсику и Сардинию; в 725 и 726 г. н. э. место неуказано, хотя факт набегов отмечен; в 727 повторён набег на Сардинию. Лишь смерть Бишры б. Савфана и назначение Убайды б. Абдаррахмана, повлекшее кадровые перестановки в 729 г. н. э., объясняет отсутствие набегов в этом году. Со следующего года набеги вновь становятся системными: в 730, 731 и 732 г. н. э. совершались последовательные рейды на Сицилию.
В эти же годы арабы овладели почти всем Пиринейским полуостровом, перенеся военные действия за Пиренеи в Южную Галлию.В арабских источниках эти события освещены слабо — прежде всего, вследствие незначительных успехов; основным источником информации выступают латинские хроники. Первым крупным успехом после взятия Нарбонна стал захват Тулузы в 720 г. н. э. — однако уже в 721 г. н. э. арабы были выбиты оттуда. Предпринятый в 725 г. н. э. поход из Нарбонна на восток, до Нима и долины Роны через Каркассонн, оказался более успешным — по крайней мере, не сообщается о скором изгнании завоевателей. Наместники ал-Андалусса в последовавшие шесть лет не провели более никаких успешных походов, вследствие чего проихсодила их ротация (за 6 лет — 7 человек). После указанного промежутка времени экспансия арабов в Европе застопорилась.
Летом 732 г .н. э. один из наместников ал-Андалуса, Абдаррахман ал-Гафик, вторгся через Ронсевальское ущелье в независимую на тот момент Аквитанию. Дав местному правителю бой у слияния Гаронны и Дордони и разгромив его войско, ал-Гафик двинулся к столице области, Бордо, грабя монастыри и захватывая иную добычу. Опьянённый лёгким успехом, ал-Гафик двинулся ещё дальше, во владения франков, где в октябре того же года около Пуатье его встретило войско майордома Карла Мартелла. Неизвестны ни соотношения сил, ни ход боя — известно лишь, что Абдаррахман был убит, мусульманская армия была разгромлена, а её остатки бежали в Нарбонну.
На море арабы начали терпеть неудачи со следующего, 733 г. н. э., когда очередная эскадра после набега на Сицилию была уничтожена силами византийцев. Два этих последовательных поражения привели к резкому падению доходов и смещению Убайды б. Абдаррахмана и назначению на его место Убайдаллаха б. ал-Хабхаба, прославившегося в Египте своими способностями увеличивать налоги. Бывший глава финансов сохранил своё влияние на соседние провинции, расставив на ключевые посты своих сыновей: ал-Касима в Египте и Исма’ила на Дальнем Западе. Имея объединённые силы, Убайдаллах инициировал поход в Сус и набег на Сицилию в 724 г. н. э. в Африке и походы на Арль и Авиньон в Европе. Набеги на острова Средиземья возобновились: в 735 и 736 — на Сицилию, в 737 — на Сардинию. Военными действиями ал-Хабхаб не ограничился и начал изменять налоговую базу.

#### Налоговые реформы и волнения в Ифрикиййе
Перевод части новообращённых берберов-мусульман в категорию плательщиков хумса и повышение ставки джизьи повысили доход двукратно, однако больно ударил по карманам населения. Жалобщики получали ответы в стиле «Вы — наша добыча, и мжем делать с вами, что хотим», так что бунт стал вопросом времени. В 739 г. н. э. повторно восстали копты в верхнем Египте — их восстание было утоплено в крови Ханзалой б. Сафваном. Руководимые хариджитами суфритского толка, берберы подступили к Танджу и после непродолжительной осады взяли его, учинив бессудную расправу над всеми арабами города. В ходе боёв погиб Исма’ил б. Убайдаллах, вследствие чего сам Убайдаллах выслал войско для подавления восстания. Кампания закончилась полным поражением арабов: в ноябре 740 г. н. э. предводитель восстания Майсара (непременно упоминаемый арабскими источниками с эпитетом «презренный») наголову разгромил правительственные войска под Нахр ал-Кудр. Это поражение не замедлило откликнуться и в далёком ал-Андалусе: Абдалмалик б. Катан ал-Магриби, бывший при Бишре б. Савфане наместником, поднял мятеж против Убайдаллаха б. ал-Хабхаба и удерживал независимость почти год.
За неспособность подавлять восстания ибн ал-Хабхаб был отстарнён от должности в том же году, однако восстания под знамёнами хариджизма поколебали фундамент власти халифа на окраинах.
Отправленное летом 741 г. н. э. сирийское войско под руководством Кулсума б. Ийада достигло Кайравана в июле, когда глава берберов-хариджитов Майсара скончался и восставшие раскололись на два лагеря. Момент, однако, был упущен: за то время, пока Кулсум вник в дела провинции и выстроил местное войско по своему усмотрению, суфриты уже успели объединиться. В конце 741-начале 742 г. н. э. Кулсум отправил в ночной налёт на лагерь мятежников отряд своего довюродного брата, Балджа б. Бишра — однако берберы, будучи кочевниками, не только не испугались заутренней атаки, но и смогли перейти в контрнаступлении, оттеснив арабов до их ставки. В бой вступили отборные силы Кулсума и лично он — однако переломить ход сражения не удалось. Суфриты разделили правительственное войско на части и в тесноте лагеря, где смешались кони и люди, убили многих. Кайраванцы бежали, остатки арабов вместе с Кулсумом были перебиты; отступить смогла лишь сирийская конница Балджа. Новым наместником Магриба был поставлен прежний наместник Египта — Хинзал б. Савфан, однако новую сирийскую армию ему не выделили и в провинцию он прибыл с малыми силами. Новое войско Хинзал собрал лишь в начале 125 г.х./ноябре 742 г. н. э., так что до этого времени не искал генерального сражения с берберами. Однако после новой битвы под Кайраваном один из вождей мятежа — Абдалвахид — был убит, а второй — Аккаша — скрылся — вследствие чего местные волнения стихли.
Блокированные в Сеуте воины Балджа, в отличие от Хинзала, успеха добиться не смогли и вынуждены были просить наместника ал-Андалуса выслать за ними корабли. Абдалмалик б. Катан и не возражал, и не торопился выручать собратьев — перспектива получить 7 тыс. своевольных сирийских конников пугала его (коней, правда, сирийцы уже начали есть). Через три месяца осады, когда кони у осаждённых были съедены, Абдалмалик выслал-таки суда и помог сирийцам перебраться в ал-Андалус. Андалусские берберы, однако, узнав об успехе своих африканских собратьев, так же подняли восстание — а спешившиеся сирийцы не смогли противостоять им. До конца осени 742 г. н. э. весь юг полуострова оказался в руках восставших. Вновь оказавшись в районе боевыз действий, сирийцы под руководством Балджа стали требовать переправить их назад в Ифрикиййу — однако Абдалмалик, подозревая желание сбежать, уговаривал их остаться, а на случай массового исхода просил оставить заложников. Конфликт завершился остро: сирийцы изгнали наместника, поставив на его место Балджа б. Бишра. В ходе переворота обнаружилось, что сколько-то оставленных в заложниках сирийцев из-за затянувшихся боёв остались без воды и один знатный заложник умер от жажды. Некоторые разгневанные сирийцы набросились на Абдалмалика б. Катана и распяли его на улице, что могло быть расценено как мятеж против халифа; после этого произошёл раскол уже среди сирийцев. В августе 742 г. н. э. сторонники Балджа (формально являющиеся мятежниками) сошлись боем со своими недавними сослуживцами (формально — лояльными халифу) около Кордовы. Хотя балджисты и победили в бою, их предводитель получил две рубленые раны, от которых и скончался несколько дней спустя.

### АлидыиАббасиды: восстаниеЗайда ибн Али
Сторонники имамата Алидов, занимавшие высокое положение в Куфе, руководимые Зайдом б. Али, внуком Хусайна, входили в конкуренцию с аббасидами. После смерти Абу Хашима Абдаллаха началось противостояние между потомками Хасана и Хусейна: первые принадлежали к старшей линии и рассчитывали на власть по праву первородства, однако их предок отрёкся от власти, в то время как его брат мучеником погиб за неё. После смерти в 736 г. н. э. главы Хусайнидов Мухаммада б. Али Зайн ал-Абидин, старшинство в роде унаследовал его брат Зайд б. Али Зайн ал-Абини, активно противостоявший Хусайнидам в спорах о владении поместьями Фатимы и Али, приносившими изрядный доход. Именно под руководством Зайда велась вербовка шиитов сначала в Куфе, а после — в Басре (имена присягнувших заносились в списки), откуда агитаторы отправлялись по всему Ираку и даже в Мосул.
Восстание в Куфе было запланировано на 7 января 737 г. н. э., однако Йусуф б. Умар каким-то способом узнал о готовящемся и усилил полицию 2 тыс. пехоты и 300 лучниками. Восстание шиитов было утоплено в крови; куфийцы, обещавшие Зайду пойти за ним до конца, не пришли ему на помощь — точно так же, как не пришли на помощь его предку. Движение Алидов было ослаблено.
Для аббасидской пропаганды наиболее значимым становился Хорасан. С одной стороны, Куфа была традиционно про-алидским городом; с другой стороны, близость центральной власти уменьшала шансы на успех восстания. Наконец, сложная ситуация в Мавераннахре и Хорасане, обусловленная в 730-х вторжениями тюргешей и хариджитскими мятежами, была крайне благоприятна для аббасидской пропаганды. Организация была настолько законспирирована, что когда во время облавы в 735 г. н. э. а Мерве был арестован её глава, Сулайман б. Касир, Асад б. Абдаллах не понял, что в его руках находится глава всего подполья и отпустил его за выкуп.
Взгляды мавлей-иранцев и арабкой верхушки разнились — до такой степени, что первый аббасидскиф проповедник в Хорасане Аммар б. Йазид ради привлечения мавлей допускал отказ от норм ислама. После такого кощунства за ним закрепилось прозвище «аль-Хидаш» или «оскорбитель», сам он был смещён, а на его место поставлен Абу Хашим Букайра б. Махан. Под его руководством и сложилась чёткая структура организации: ссылаясь на действия Пророка а Акабе, Букайр выбрал себе 12 уполномоченных (накибов), которые в свою очередь выбрали себе помощников; общее число их достигло 70 человек. Вторым после Мерва объектом пропаганды аббасиов стал Джурджан, где был начат сбор садаки в пользу имама. Вследствие глубокой конспирации и отсутствия открытых боевых действий аббасиды не терпели поражений при Хишаме.

### Центр Халифата: стабильность и её плоды
Многочисленные войны и восстания, шедшие на пограничьях Халифата всё правление Хишама, совершенно миновали вотичну Умаййадов — Сирию и Палестину. Накопленные богатства были направлены на развитие строительства — прежде всего, монументального, какого не было со времён ал-Валида. Наиболее известны три дворцовых комплекса: Каср ал-Хайр аш-Шарки (отождествляемый с резиденцией Хишама, Зайтуной [110]); Каср ал-Хайр ал-Гарби и Хирбат ал-Мафджар.
Наиболее интересен дворцово-усадебный комплекс Каср ал-Хайр ал-Гарби, расположенный на магистральной дороге из Дамаска на Евфрат, на 60 км западнее Тадмура. Для обеспечения возможности жизни в этом районе была создана большая плотина (365 м в длину и 20,5 м в высоту в центре), перегородившая вади ал-Барда к востоку от дороги. Образованное её водохранилище объёмом 3 млн м³. обеспечивало орошение не менее 1 тыс. га, из которых постоянно орошалось 300—400 га. Начинавшийся у плотины канал шёл на северо-запад, где на 15-м км. отделялся рукав для питания дворца и бани при нём. Далее канал пересекал дорогу, за которой формировался водоём 60×60 м, из которого выходили мелкие оросительные каналы. Ещё 400 м спустя располагался караван-сарай — здание квадратной формы, выложенное из сырца на каменном цоколе; обширный двор был вымощен кирпичом и окружён галереей со всех четырёх сторон. По стороне, противоположной входу, а также по боковым сторонам, располагались малые помещения (40 м в длину) с двумя входами в каждом — стойла для лошадей, вмещавшие по 60-70 животных. В полукилометре ниже по течению канала отводился правый проток — на нём стояла мельница — вновь сливавшийся с основным руслом. Ещё далее канал пересекал парк (хайр), обнесённый глинобитной стеной (1055х425 м.). Ложбина, расположенная левее парка и являющаяся продолжением вади, была перегорожена круглой дамбой с тремя веерно расходящимися истоками, изливавшимися в парк. Расположенный в 2 км от дворца парк являлся двухэтажной квадратной постройкой из кирпича-сырца, во внутренний двор которого выходили все помещения; единственный вход фланкировался двумя полукруглыми башнями. В декорировке дворца использовалась не только резьба по штуку в виде геометрических и растительных орнаментов, но и мелкие статуарные изображения людей. Резной штук украшал не только интерьеры, но и ворота — и даже поверхность наружных стен. Часть стен была окрашена полосами, имитирующими мраморную плитку; ряд помещений украшали панно с изображениями всадников и животных. Основная часть декора явно выполнена византийскими мастерами. лишь ряд мотивов носит характер месопотамских мастеров. К северо-западу от дворца находилась баня. В ней, как и во всех банных зданиях того времени, наибольший размер имело первое от входа помещение, обычно называемое «предбанник» — однако по назначению его было не столь прозаично. Это был своего рода клуб, концертный зал, где владелец дворца кейфовал после мытья в кругу приближённых, потягивая разбавленное водой вино и услаждая слух музыкой и пением, а взор — созерцанием росписей стен.
Комплекс Хирбат ал-Мафджар, расположенный в густонаселённом Прииорданье, в северо-западной окраине Иерихона, являлся противоположностью степной резиденции Каср ал-Хайр ал-Гарби. Строения в нём стояли куда компактнее — за стеной 135х110-115 м стояли дворец, баня, мечеть и небольшой сад с павильоном. Дворец размерами 65х65 м². имел большой центральный двор, окружённый галереями. Расположенная северо-западнее дворца баня являлась квадратом с 2 или 3 апсидами — эта нетипичная для арабов архитектура несомненно родилась под влиянием византийских мастеров. Здесь с особой очевидностью выступает публичная, парадная функция аванзала, по площади пятикратно большего зоны для собственно мытья. Рядом с дворцом находился парк площадью 60,7 га — учитывая густоту застройки окружающей местности, это свидетельствовало о богатстве владельца. Дворец и сад снабжались водой по каналам, переброшенным через овраги по арочным акведукам, чей возраст превышает возраст дворца. На одном из этих каналов стояла даже водяная мельница, обеспечивавшая жителей комплекса мукой. Землетрясение 746 г. н. э. разрушило этот комплекс.
Расположенные около Сохры руины Каср ал-Хайр аш-Шарки датируются 110 г.х. или 16.04.728-04.04.729 г. н. э. по приказу Хишама силами мастеров Химса. Этот дворцовый комплекс превосходит по размерам оба описанных выше: в плане это квадрат со стенами 167 м и внутренним двором 40х70 м².. Внутренняя застройка его чётко делится на 12 равных квадратных блоков или модулей по 1800 м². (с учётом толщины стен); планировка каждого блока соответствует его внутреннему назначению и потому различна. Назначение каждого из помещений не установлено, однако обнаружение маслодавильни позволяет предположить наличие и других хозяйственных помещений, необходимых для обеспечения жизни по меньшей мере 2 тыс. обитателей комплекса. Вне дворца, хотя и поблизости от него, находилась непременная баня, отличающаяся от типовой бани только малыми размерами аванзала. Странным образом на руинах всех зданий и на их обломках обнаруживается ничтожно малые, единичные элементы росписи и резьбы по штуку — трудно поверить, что это обусловлено скаредностью Хишама, пожалевшего денег на отделку. Как правило, постройка резиденции правителя на новом месте влечёт прирост мастерового населения — торговцев, ремесленников, различных рабочих — из которых впоследствии формируется город. В отношении Каср ал-Хайр аш-Шарки это не сработало, несмотря даже на то, что резиденция существовала минимум 15 лет. Единственное объяснение этому — наличие малого количества охраны дворца вследствие стабильности положения в Сирии.